# Camerata Mediolanense
La Camerata Mediolanense è un gruppo musicale di Milano, che si ispira alla musica neoclassica ed antica, rivisitandola spesso con tonalità darkwave e neofolk.
L'ensemble vanta la partecipazione a numerose manifestazioni ed un intenso calendario di concerti in Italia e all'estero (Germania, Francia, Spagna, Paesi Bassi, Svizzera), concepiti come una libera interpretazione del Wort-Ton-Drama wagneriano.

## Storia

### 1994: Origini e nome
La Camerata Mediolanense  viene fondata nel 1994 dalla musicologa, clavicembalista e  compositrice Elena Previdi. Inserita in un contesto contemporaneo, l'opera compositiva della Camerata Mediolanense (da Mediolanum, antico nome latino di Milano, luogo natale della Previdi e degli altri membri del gruppo) s'ispira alla tradizione della musica antica italiana, alla lirica ottocentesca e alle "arcane" sonorità del mondo pagano, espresse grazie all'utilizzo di un imponente apparato percussivo. Con l'antico termine "Camerata" si soleva indicare un gruppo di letterati e musicisti attivi negli anni a cavallo tra il XVI e il XVII secolo, e in particolare la Camerata fiorentina de' Bardi, cui è legata l'origine del melodramma, ed il cui fine era proprio quello di far rivivere e preservare lo spirito della tradizione, contro gli usi corrotti del tempo.
Nello stesso anno uscì il loro primo album dal titolo Musica Reservata autoprodotte su marchio My Castle. L'album presentava già alcuni canoni che caratterizzeranno la loro musica futura, tra ritmiche ripetitive dal sapore medioevale, sonorità minimali dal sapore neofolk e tematiche settecentesche. Il brano La Madre Cattiva fu inserito nella compilazione Taste This 4, prodotta dalla tedesca Discordia e curata da Klaus Bader, Sascha Ziehn e Willi Stasch. L'album li vedeva al fianco di alcune delle maggiori band di matrice "oscura" del periodo come VNV Nation, wumpscut: e P·A·L, aprendo loro le porte per il contatto discografico che porterà poi a Campo Di Marte.

### 1995-1999:Campo Di MarteeMadrigali - De Diversi Et Excellentissimi Musici
(Intervista a Trevor dei Camerata Mediolanense)
Nel 1995 i Camerata Mediolanense firmarono per la Discordia the label per produrre nel 1996 uno dei loro album più famosi, Campo di Marte, un album dalle sonorità profondamente neoromantiche spesso con una ricerca concentrata sull'aspetto percussivo di ispirazione medioevale. Il brano Il Trionfo Di Bacco E Arianna, con il testo del famoso omonimo sonetto di Lorenzo il Magnifico, venne poi inserito nel 7° volume di Taste This (Discordia, 1997).
Parallelamente al lavoro con la Triton, i Camerata Mediolanense curano ed autoproducono con il loro marchio l'album compilazione Onore Alle Arti (My Castle, 1996) che chiamava a raccolta buona parte della scena neoclassicheggiante, industriale e neofolk italiana, con nomi come T.A.C., Ataraxia, Kirlian Camera, Allerseelen ed Ain Soph. Alla compilazione seguì poi il 7" "Amor, Ch'a Nullo Amato Amar Perdona / Vuolsi Così Colà Dove Si Puote" (My Castle, 1997).
Nel 1996 la band passa ad un'altra etichetta tedesca, la Triton, per produrre con loro Madrigali - De Diversi Et Excellentissimi Musici in cui compariva il rifacimento del brano "Lili Marleen". L'album fu poi ristampato nel 2013 dalla Auerbach Tonträger.

### 2000-2007: Camerata Sforzesca
Nel 2001 Previdi ha fondato anche la Camerata Sforzesca, che ripropone in chiave acustica parte del repertorio della Camerata Mediolanense e brani tratti dalla tradizione tardo-rinascimentale e barocca, avvalendosi della collaborazione di Daniela Bedeski (soprano lirico), Davide LaViola (baritono),  Marco Colombo (percussioni), Annamaria Cristian (violoncello), Manuele Mattei (arpa).
Parallelamente uscì per la francese Les Joyaux De La Princesse il Picture Disc su 7" "29 Luglio MM - Lago Di Varese" e lo split 10" "L'Alfiere" per la tedesca Eis Und Licht, che li vedeva assieme ai Pavor Nocturnus.
Eccezion fatta per questi due lavori, in questi anni l'attività discografica dei Camerata Mediolanense fu ridotta alla partecipazione a compilazioni perlopiù internazionali, senza mancare però un'intensa attività live. Tra le compilazioni sono da ricordare "The Pact...Of The Gods" (Fremdheit, 2000) curata da Ian Read e Michael Moynihan, "Lichttaufe 2" (Prophecy Productions, 2001), "Audacia Imperat" (Old Europa Cafe / Misty Circles, 2003), "A Final Testimony" (Seküencias De Culto, 2004) curato dall'omonimo programma radiofonico delle isole Canarie e "Songs For Aliénor" (Cynfeirdd, 2005) uscito per l'omonima rivista francese.

## Formazione

### Formazione attuale
- Elena Previdi - composizione, tastiere, clavicembalo, organo, fisarmonica e percussioni
- Giancarlo Vighi - tastiere, percussioni, voce (coro)
- Trevor - voce (baritono), percussioni, tastiere e campionamenti
- Manuel Aroldi - percussioni
- Marco Colombo - percussioni
- Desiree Corapi - voce
- Carmen D'Onofrio - voce (soprano lirico)
- Chiara Rolando - voce

### Hanno collaborato
- Luminitça - voce
- Lupo Rosso - voce
- Daniela Bedeski - voce
- Giacomo Colombo - percussioni
- Eugenio Pier Pezzoni - percussioni, cori
- Emanuela Zini - percussioni
- Davide Paracolli - tromba
- Daniele Bianchi - corni
- Stefano Saguatti - percussioni

## Discografia
- 1994 - Musica Reservata (CD), My Castle, Italy
- 1996 - Campo di Marte (CD), Triton, Germany
- 1997 - Inferno I (7"), edizione limitata a 500 copie numerate a mano. È il primo di una trilogia ispirata al V canto dell'Inferno della Divina Commedia di Dante, My Castle
- 1999 - Madrigali (CD), Triton
- 1999 - Inferno II (7") seconda parte della trilogia, My Castle
- 2001 - L'Alfiere (10") in collaborazione con  Pavor Nocturnus, Eis & Licht, Germany
- 2001 - Lago di Varese (7") in collaborazione con Les Joyaux de la Princesse
- 2006 - ΠANKPATION (CD), compilation, Twilight Release, Argentina
- 2007 - Inferno III (7") terza ed ultima parte della trilogia, Eis & Licht
- 2010 - MDXXX (CD) Live, CFRC
- 2013 - Vertute, Honor, Bellezza (CD), Prophecy